# Lacombe Lucien
Lacombe Lucien é um filme de Louis Malle, lançado em 1974.

## Sinopse
Lucien Lacombe, um jovem do campo da região do Sudoeste da França, trabalhando na cidade, em junho de 1944, retorna à casa dos pais. O seu pai foi preso pelos alemães e a sua mãe vive com um outro homem. Ele reencontra o seu professor que se tornou um membro da Resistência, a quem confidencia o desejo de ingressar nos maquis, mas é recusado.
Ao retornar para a cidade é preso pela Gestapo e após um hábil interrogatório denuncia o seu professor. Por isso, é engajado pela polícia alemã. Logo, passa a viver como um agente policial, mas enamora-se de uma jovem judia.

## Elenco
- Pierre Blaise: Lacombe
- Holger Löwenadler: Albert Horn
- Aurore Clément: France Horn
- Thérèse Giehse: Bella Horn
- Stéphane Bouy: Jean-Bernard de Voisin
- Loumi Iacobesco: Betty Beaulieu
- René Bouloc: Faure
- Jacqueline Staup: Lucienne
- Gilberte Rivet: a mãe de Lucien
- Ave Ninchi: a proprietária do hotel
- Pierre Saintons: o miliciano negro

## Curiosidades
É o único filme, ou, o único notável do seu ator principal, Pierre Blaise, que reapareceu numa série televisiva antes de morrer num acidente de automóvel, em agosto de 1975.

## Prêmios
- Prix Méliès, em 1974
- BAFTA de melhor filme